# God Is a Woman
"God Is a Woman" (estilizado como "God is a woman") é uma canção da cantora estadunidense Ariana Grande, contida em seu quarto álbum de estúdio Sweetener (2018). Foi composta pela própria em conjunto com Max Martin, Savan Kotecha, Rickard Göransson e Ilya, que encarregou-se de sua produção. A faixa foi lançada em 13 de julho de 2018, através da Republic Records, servindo como o segundo single do disco.

## Antecedentes e lançamento
Em 20 de abril de 2018, Grande lançou "No Tears Left to Cry" como o primeiro single de seu futuro quarto álbum de estúdio Sweetener (2018). No dia 1º do mês seguinte, ela participou do talk show The Tonight Show Starring Jimmy Fallon como convidada musical e co-apresentadora, onde confirmou o título do disco, Sweetener, e de diversas faixas, como "Raindrops", "The Light Is Coming", "R.E.M." e "God Is a Woman". O título desta última foi primeiramente divulgado no vídeo de "No Tears Left to Cry", em uma cena apresentando uma possível lista de faixas do álbum. Em 27 de junho, Grande confirmou em seu Twitter que "God Is a Woman" seria o segundo single do disco, marcando o lançamento para 20 de julho — posteriormente antecipado em uma semana, para o dia 13. Um lyric video foi lançado em conjunto com a canção, apresentando uma temática cósmica. A faixa foi enviada para rádios mainstream italianas no mesmo dia de seu lançamento, com rádios britânicas e holandesas adicionando-a no dia seguinte, enquanto seu envio para rádios estadunidenses ocorreu no dia 24 de julho.

## Composição
"God Is a Woman" foi descrita como um híbrido de pop e hip hop, apresentando uma produção trap e influências reggae e soft rock. Sam Lansky, da Time, descreveu-a como "um hino sensual" e notou que "a voz de Grande está em camadas para que soe como um coral mas, na realidade, é apenas ela, multiplicada". A cantora interpreta em forma de rap em diversos momentos da faixa, que contém letras assertivas em que ela aceita sua feminilidade, intercalando temas de sexualidade e espiritualidade.

## Crítica profissional
Mike Nied, do Idolator, considerou "God Is a Woman" uma "canção sexualmente liberada", escrevendo: "A batida começa conforme [Grande] aproxima-se do refrão. Incorporando um pouco de hip hop, sua voz fica progressivamente ofegante. Embora o single seja obviamente uma música sensual, inclui também uma mensagem resiliente. Na cara de seus críticos, ela definitivamente toma uma posição". A Forbes chamou-a de "uma das melhores músicas pop do verão — se não do ano".

## Videoclipe
O videoclipe de "God Is a Woman" foi dirigido por Dave Meyers e lançado no mesmo dia da canção. A produção apresenta um conceito predominantemente feminino e várias referências a pinturas e esculturas clássicas, além de um monólogo do filme Pulp Fiction (1994), originalmente interpretado por Samuel L. Jackson, recitado por Madonna, retirado da passagem 25:17 do livro de Ezequiel.

## Faixas e formatos
| Download digital e streaming |                  |         |  |
| N.º                          | Título           | Duração |  |
| 1.                           | "God Is a Woman" | 3:17    |  |

## Créditos
Lista-se abaixo os profissionais envolvidos na elaboração de "God Is a Woman", de acordo com o serviço Tidal:
| - Ariana Grande: composição, vocalista principal, vocalista de apoio - Ilya: composição, produção, programação, teclados, baixo, baterias, guitarra, vocalista de apoio - Max Martin: composição - Savan Kotecha: composição - Camila Cabello: composição | - Rickard Göransson: composição, guitarra - Sam Holland: engenharia - Cory Bice: assistência de gravação - Serban Ghenea: mixagem - John Hanes: engenharia de mixagem |

## Desempenho nas tabelas musicais

### Posições
| Tabela musical (2018)                                  | Melhor posição |
| ------------------------------------------------------ | -------------- |
| Alemanha (Media Control Charts)                        | 20             |
| Austrália (ARIA Charts)                                | 5              |
| Áustria (Ö3 Austria Top 40)                            | 11             |
| Bélgica (Ultratip de Flandres)                         | 4              |
| Bélgica (Ultratip da Valônia)                          | 8              |
| Canadá (Canadian Hot 100)                              | 5              |
| Coreia do Sul (Gaon Music Chart)                       | 22             |
| Dinamarca (Tracklisten)                                | 19             |
| Escócia (The Official Charts Company)                  | 8              |
| Eslováquia (IFPI Slovenská Republika)                  | 5              |
| Espanha (Productores de Música de España)              | 35             |
| Estados Unidos (Billboard Hot 100)                     | 8              |
| Estados Unidos (Pop Songs)                             | 1              |
| Finlândia (IFPI Finlândia)                             | 8              |
| França (Syndicat National de l'Édition Phonographique) | 23             |
| Grécia (IFPI Grécia)                                   | 1              |
| Hungria (Magyar Hanglemezkiadók Szövetsége)            | 5              |
| Irlanda (Irish Recorded Music Association)             | 4              |
| Itália (Federazione Industria Musicale Italiana)       | 27             |
| Japão (Japan Hot 100)                                  | 73             |
| Malásia (Recording Industry Association of Malaysia)   | 4              |
| Noruega (VG-lista)                                     | 17             |
| Nova Zelândia (NZ Top 40 Singles)                      | 5              |
| Países Baixos (MegaCharts)                             | 25             |
| Portugal (Associação Fonográfica Portuguesa)           | 2              |
| Reino Unido (UK Singles Chart)                         | 4              |
| Reino Unido (UK R&B Singles Chart)                     | 2              |
| Chéquia (IFPI Česká Republika)                         | 8              |
| Singapura (Recording Industry Association Singapore)   | 4              |
| Suécia (Sverigetopplistan)                             | 12             |
| Suíça (Schweizer Hitparade)                            | 9              |

## Histórico de lançamento
| Região         | Data                | Formato                     | Gravadora |
| -------------- | ------------------- | --------------------------- | --------- |
| Mundo          | 13 de julho de 2018 | Download digital, streaming | Republic  |
| Itália         | 13 de julho de 2018 | Rádios mainstream           | Universal |
| Países Baixos  | 14 de julho de 2018 | Rádios mainstream           | Universal |
| Reino Unido    | 14 de julho de 2018 | Rádios mainstream           | Island    |
| Estados Unidos | 24 de julho de 2018 | Rádios mainstream           | Republic  |
| Estados Unidos | 7 de agosto de 2018 | Rádios rhythmic             | Republic  |